# Kalančak
Kalančak (ukrajinsky i rusky Каланчак) je sídlo městského typu v Chersonské oblasti na Ukrajině. K roku 2015 měl přes devět tisíc obyvatel.

## Poloha a doprava
Kalančak leží na řece Kalanče, která se vlévá v Kalančackém limanu do Černého moře. Ze severu obec obloukem obchází Severokrymský kanál a dálnice M 17 z Chersonu ležícího osmdesát kilometrů severozápadně na Perekopskou šíji čtyřicet kilometrů jihovýchodně a dále na Krymu přes Armjansk do Kerče. Přístavní město Skadovsk, do jehož rajónu Kalančak spadá, leží na břehu Černého moře přibližně čtyřicet kilometrů jihozápadně.
Železniční stanice Kalančak neleží přímo v obci, ale ve vesnici Myrne přibližně deset kilometrů východně. Prochází jí trať z Chersonu do Džankoje, na které je ovšem od anexe Krymu Ruskou federací v roce 2014 provoz z ukrajinské strany omezen a vlaky jezdí jen do Vadimu.

## Dějiny
Kalančak byl založen v roce 1794. V roce 1918 zde byla nastolena sovětská moc. Dne 5. května 1931 v osadě začaly vycházet místní noviny. Od roku 1939 byl správním střediskem Kalančackého rajónu.
Během Velké vlastenecké války od 11. září 1941 do 2. listopadu 1943 byla obec obsazena německými vojsky. 1 km od obce byl vytvořen německý koncentrační tábor.
Od roku 1967 má status sídla městského typu.
Po připojení Krymu k Rusku byl v březnu 2014 na dálnici E97 zřízen hraniční kontrolní bod Kalančak. V roce 2020 přestal být správním střediskem rajónu, když byl Kalančacký rajón v rámci širší správní reformy včleněn do Skadovského.